# Јежеви
Јежеви (лат. Erineaceidae) су породица сисара која садржи две потпородице праве јежеве, који имају бодље и гимнуре — чекињаве јежеве, који имају чекиње уместо бодљи. Оне се даље деле на неколико савремених родова са 24 врсте.
Према традиционалној класификацији јежеви су сврставани у ред бубоједа (лат. Insectivora), међутим након што је утврђено да је тај ред полифилетски. Јежеви су премештени у монотипични ред Erinaceomorpha, према неким ауторима породица је део реда Eulipotyphla, који чини заједно са породицама из реда Soricomorpha.

## Опис
Заједничка карактеристика свих јежева је да им је тело покривено бодљама, које су заправо длаке које су кроз еволуцију промениле свој облик и функцију. Изнутра су шупље, а нема их на трбуху, екстремитетима и лицу. У опасности се склупчавају, при чему крију те незаштићене делове тела. Сви јежеви имају мало, здепасто тело, дугачку њушку и мале уши. Екстремитети су им кратки. На њима имају по пет прстију. Имају ситне очи и релативно слабо виде, али им је њух веома осетљив, те се на њега највише ослањају у потрази за храном. Сви су углавном ноћне животиње. Све врсте јежева су првенствено становници тла, међутим постоје ретки изузеци који се пењу по дрвећу и жбуњу у потрази за храном. Већина јежева може и да плива. Ова породица бубоједних сисара је распрострањена свуда у свету, сем већег дела Јужне Америке, а нема их у Аустралији и Новом Зеланду, ни на Антарктику. У погледу исхране могли би се дефинисати као сваштоједи, али преферирају инсекте, глисте, црве и сличне животиње које су нешто храњивије, али једу и биљну храну. Насељавају шуме и поља са жбуњем, степе и пустиње.

## Еволуција
Еринацеиди су релативно примитивна група плаценталних сисара, који су се мало променили од времена својих раних предака у еоцену. Такозвани џиновски јеж (заправо гимнури) Deinogalerix, из миоцена са острва Гаргано (дела садашње Италије), био је величине великог кунића и могао је да једе кичмењачки плен или лешеве, а не инсекте.

## Систематика
Донедавно је ова породица сврставана у ред Erinaceomorpha, али је он спојен са парафилетским редом Soricomorpha, чиме је створен ред Eulipotyphla. Показало се да је ред Eulipotyphla монофилетски. Ред Soricomorpha био је парафилетски, јер је породица ровчица (лат. Soricidae) у ближем сродству са породицом јежева (лат. Erineaceidae) него са другим породицама које су сврставане у ред Soricomorpha.
Породица јежева (лат. Erineaceidae) данас обухвата 24 врсте, које су груписане у 10 родова и 2 потпородице:
- Потпородица прави јежеви[8][9]
  - Род 

  - Род 

  - Род 

  - Род 

  - Род
- Потпородица гимнури (лат. Galericinae)
  - Род 

  - Род 

  - Род 

  - Род 

  - Род

## Галерија слика
- Тамнопрси јеж
- Јежеви када се склупчају сакрију делове тела незаштићене бодљама
- Јежеви су углавном ноћне животиње
- Врх бодље јежа, снимљен електронским микроскопом
- Лобања јежа
- Врста
- Врста